# Gornsdorfer Bach
Der Gornsdorfer Bach (auch Wildbach) ist ein rechter Nebenfluss der Zwönitz im sächsischen Erzgebirge.

## Verlauf
Der Bach entspringt an den nördlichen Ausläufern des Geyerschen Waldes, nur etwa 100 m vom Naturschutzgebiet Hormersdorfer Hochmoor entfernt. Schon kurz darauf tritt er aus dem Wald heraus und in die Hormersdorf-Thumer Hochfläche ein. Wie die meisten erzgebirgischen Bäche fließt er überwiegend nach Norden, der Neigung der erzgebirgischen Pultscholle folgend ab. Dabei durchfließt er das Waldhufendorf Hormersdorf, dessen Gebäude am Bach entlang errichtet wurden. Am Ortsende befindet sich ein größeres Waldstück, das zum vor allem sich westlich erstreckenden Landschaftsschutzgebiet Lohwald-Christelgrund gehört. Hier hat der Bach ein über 100 m tiefes Kerbsohlental eingeschnitten. Den steileren rechten Hang bis zum markanten, 591 m hohen Andreasberg bildet trockener, steiniger Wald, die Mühlleite. Den flacheren linken Hang bildet ein Fichtenwald, durchsetzt mit Lärchen, Buchen, Eichen und Birken. Nach etwa 1 km folgt das namensgebende Gornsdorf, das sich ebenfalls an dem Bach erstreckt. Hier fließt ihm mit dem Auerbacher Dorfbach von rechts das einzige größere Gewässer zu. Im Zwönitztal an der Gemarkungsgrenze zu Meinersdorf, Ortsteil von Burkhardtsdorf, mündet er von rechts als bedeutender Zufluss in die Zwönitz.